# Bartosz Rymaniak
Bartosz Rymaniak (ur. 13 listopada 1989 w Gostyniu) – polski piłkarz grający na pozycji prawego obrońcy. Jednokrotny reprezentant Polski.

## Kariera klubowa
Wychowanek Kani Gostyń, jako junior występował także w Krobiance Krobia. W rundzie wiosennej sezonu 2005/2006 i sezonie 2006/2007 grał w trzecioligowym zespole seniorów Kani Gostyń. W sezonie 2007/2008 był zawodnikiem Jaroty Jarocin, w barwach której rozegrał 27 meczów w III lidze.
W latach 2008–2014 występował w Zagłębiu Lubin. Zadebiutował w nim 29 października 2008 w meczu Pucharu Polski z Promieniem Opalenica (4:1). W sezonie 2008/2009, w którym rozegrał w I lidze cztery mecze, awansował z Zagłębiem do Ekstraklasy. W najwyższej polskiej klasie rozgrywkowej zadebiutował 21 sierpnia 2009 w przegranym spotkaniu z Ruchem Chorzów (0:1), natomiast pierwszą bramkę zdobył 22 lutego 2013 w meczu z Pogonią Szczecin (3:0). Regularnie w barwach Zagłębia występował w sezonach 2010/2011, 2012/2013 i 2013/2014, w którym rozegrał 31 meczów i strzelił bramkę w rozegranym 30 listopada 2013 spotkaniu z Lechem Poznań (1:1), a jego zespół spadł z Ekstraklasy.
W czerwcu 2014 przeszedł do Cracovii, z którą podpisał dwuletnią umowę z opcją przedłużenia o kolejny rok. Zadebiutował w niej 21 lipca 2014 w przegranym meczu z Górnikiem Zabrze (0:2). W sezonie 2014/2015, w którym rozegrał w Ekstraklasie 26 meczów, był podstawowym zawodnikiem Cracovii. W rundzie jesiennej sezonu 2015/2016 utracił miejsce w pierwszym składzie – wystąpił w 11 z 21 możliwych meczów, ponadto rozegrał sześć spotkań w trzecioligowych rezerwach krakowskiego zespołu.
Na początku lutego 2016 przeszedł na zasadzie transferu definitywnego do Korony Kielce, z którą podpisał półtoraroczny kontrakt z opcją przedłużenia o sezon. W kieleckim klubie zadebiutował 20 lutego 2016 w meczu z Lechią Gdańsk (4:2). W Koronie stał się podstawowym prawym obrońcą, okresowo grając również na środku obrony. W sezonie 2016/2017 wystąpił w 32 meczach Ekstraklasy i zdobył bramkę w rozegranym 22 maja 2017 spotkaniu z Bruk-Betem Termalicą Niecieczą (2:0). Pod koniec czerwca 2017 podpisał z Koroną nową dwuletnią umowę. W sezonie 2017/2018 rozegrał w lidze 34 mecze, strzelając trzy gole w spotkaniach z Cracovią (4:2), Jagiellonią Białystok (2:3) i Lechią Gdańsk (5:0). Po zakończeniu rozgrywek znalazł się wśród trzech nominowanych (obok Emira Dilavera i Michała Helika) do nagrody dla najlepszego obrońcy Ekstraklasy w sezonie 2017/2018. Ponadto wystąpił w sześciu meczach Pucharu Polski. W lipcu 2018 został wybrany kapitanem Korony, zastępując w tej roli odchodzącego z zespołu Czecha Radka Dejmka.

## Kariera reprezentacyjna
W reprezentacji Polski rozegrał jeden mecz – 14 grudnia 2012 wystąpił w towarzyskim spotkaniu z Macedonią (4:1), w którym zmienił na początku drugiej połowy Jakuba Rzeźniczaka.

## Statystyki
| Klub                 | Sezon             | Liga              | Liga  | Liga   | Puchar Polski | Puchar Polski | Razem | Razem  |
| Klub                 | Sezon             | Liga              | Mecze | Bramki | Mecze         | Bramki        | Mecze | Bramki |
| -------------------- | ----------------- | ----------------- | ----- | ------ | ------------- | ------------- | ----- | ------ |
| Jarota Jarocin       | 2007/08           | III liga          | 27    | 0      | 0             | 0             | 27    | 0      |
| Zagłębie Lubin       | 2008/09           | I liga            | 4     | 0      | 2             | 0             | 6     | 0      |
| Zagłębie Lubin       | 2009/10           | Ekstraklasa       | 7     | 0      | 1             | 0             | 8     | 0      |
| Zagłębie Lubin       | 2010/11           | Ekstraklasa       | 22    | 0      | 1             | 0             | 23    | 0      |
| Zagłębie Lubin       | 2011/12           | Ekstraklasa       | 17    | 0      | 1             | 0             | 18    | 0      |
| Zagłębie Lubin       | 2012/13           | Ekstraklasa       | 22    | 1      | 1             | 0             | 23    | 1      |
| Zagłębie Lubin       | 2013/14           | Ekstraklasa       | 31    | 1      | 6             | 0             | 37    | 1      |
| Zagłębie Lubin       | Zagłębie Lubin    | Zagłębie Lubin    | 103   | 2      | 12            | 0             | 115   | 2      |
| Cracovia             | 2014/15           | Ekstraklasa       | 26    | 0      | 2             | 0             | 28    | 0      |
| Cracovia             | 2015/16 (j)       | Ekstraklasa       | 11    | 0      | 4             | 0             | 15    | 0      |
| Cracovia             | Cracovia          | Cracovia          | 37    | 0      | 6             | 0             | 43    | 0      |
| Korona Kielce        | 2015/16 (w)       | Ekstraklasa       | 12    | 0      | –             | –             | 12    | 0      |
| Korona Kielce        | 2016/17           | Ekstraklasa       | 32    | 1      | 1             | 0             | 33    | 1      |
| Korona Kielce        | 2017/18           | Ekstraklasa       | 34    | 3      | 6             | 0             | 40    | 3      |
| Korona Kielce        | 2018/19           | Ekstraklasa       | 31    | 0      | 1             | 0             | 32    | 0      |
| Korona Kielce        | Korona Kielce     | Korona Kielce     | 109   | 4      | 8             | 0             | 107   | 4      |
| Ogółem w karierze    | Ogółem w karierze | Ogółem w karierze | 276   | 6      | 26            | 0             | 302   | 6      |
| Stan na 18 maja 2019 |                   |                   |       |        |               |               |       |        |